# 가스가바루역
가스가바루역(일본어: 春日原駅)은 일본 후쿠오카현 가스가시에 위치한 서일본 철도 덴진오무타 선의 역이다. 역 번호는 T 09이다.

## 역사
- 1924년 4월 12일: 개업.
- 1970년 5월 2일: 규슈에서 최초의 교상역사로 개축.
- 1983년 3월 26일: 급행 정차역이 됨.
- 2003년 3월 1일: 배리어 프리화.
- 2008년: IC카드 nimoca 사용 개시.
- 2017년 2월 1일: 역 번호 도입.

## 역 구조
임시 역사화 전에는 교상역이었지만 현재는 지상에 2개소(동,서쪽 출입구)의 개찰구로 사무실이 있고, 과선교로 연결되는 2면 4선의 구조이다. 아침 저녁에는 보통의 특급 대피 및 일반과 급행 완급 접속이 된다.평상시엔 2번과 3번 승강장만 사용하며 1번과 4번 승강장은 일반열차도 거의 쓰지 않는다.이 역과 잣쇼노쿠마역 사이에 사쿠라나미키역이 생긴다.

### 승강장
| 1 | ■ 덴진오무타 선 | 하행 | 후쓰카이치・구루메・오무타・(일부 다자이후 선 직통 다자이후) 방면 | 대피선 |
| 2 | ■ 덴진오무타 선 | 하행 | 후쓰카이치・구루메・오무타・(일부 다자이후 선 직통 다자이후) 방면 |        |
| 3 | ■ 덴진오무타 선 | 상행 | 오하시・야쿠인・후쿠오카(덴진) 방면                               |        |
| 4 | ■ 덴진오무타 선 | 상행 | 오하시・야쿠인・후쿠오카(덴진) 방면                               | 대피선 |

## 이용 현황
| 연도 | 1일 평균 승하차 인원 | 1일 평균 승차 인원 |
| ---- | -------------------- | ------------------ |
| 1995 | 22,997               |                    |
| 1996 | 23,064               |                    |
| 1997 | 22,924               |                    |
| 1998 | 22,183               |                    |
| 1999 | 21,491               |                    |
| 2000 | 20,915               | 10,616             |
| 2001 | 20,548               | 10,422             |
| 2002 | 20,109               | 10,215             |
| 2003 | 20,325               | 10,292             |
| 2004 | 19,727               | 9,970              |
| 2005 | 19,620               | 9,850              |
| 2006 | 19,800               | 9,877              |
| 2007 | 19,800               | 9,904              |
| 2008 | 20,017               | 9,926              |
| 2009 | 19,820               | 9,814              |
| 2010 | 20,096               | 9,935              |
| 2011 | 20,012               | 9,895              |
| 2012 | 20,255               |                    |
| 2013 | 20,801               |                    |
| 2014 | 20,276               |                    |
| 2015 | 21,063               |                    |
| 2016 | 21,148               |                    |

## 역 주변
- JR 규슈 가고시마 본선 가스가역
- 오노조 시청
- 에비스 신사

## 인접역
| 서일본 철도 ■ 덴진오무타 선                  | 서일본 철도 ■ 덴진오무타 선 | 서일본 철도 ■ 덴진오무타 선 |
| -------------------------------------------- | --------------------------- | --------------------------- |
| T05 오하시 니시테쓰 후쿠오카 (덴진) 방면     | ■ 급행                      | 시모오리 T11 오무타 방면    |
| T07 잣쇼노쿠마 니시테쓰 후쿠오카 (덴진) 방면 | ■ 보통                      | 시라키바루 T10 오무타 방면  |